# Nicola Slater
Nicola Slater (Ayr, 14 augustus 1984) is een tennisspeelster uit Schotland.
Zij begon op elfjarige leeftijd met het spelen van tennis. Haar favoriete ondergrond is gras. Zij speelt rechtshandig en heeft een tweehandige backhand.
In het junior-ITF-circuit won zij twee titels.
In 2013 speelde zij op Wimbledon haar eerste grandslamtoernooi, door samen met Lisa Whybourn middels een wildcard uit te komen in het damesdubbelspel.

## Posities op deWTA-ranglijst
Positie per einde seizoen:
| jaartal | ranking enkelspel | ranking dubbelspel |
| ------- | ----------------- | ------------------ |
| 2009    | 1048              | 948                |
| 2010    | 840               | 681                |
| 2011    | 689               | 485                |
| 2012    | 784               | 498                |
| 2013    | –                 | 176                |
| 2014    | –                 | 192                |
| 2015    | –                 | 389                |

## Prestatietabel grandslamtoernooien
| Legenda | Legenda                          |
| ------- | -------------------------------- |
| g.t.    | geen toernooi gehouden           |
| l.c.    | lagere categorie                 |
| –       | niet deelgenomen                 |
| G       | uitgeschakeld in de groepsfase   |
| 1R      | uitgeschakeld in de eerste ronde |
| 2R      | uitgeschakeld in de tweede ronde |
| 3R      | uitgeschakeld in de derde ronde  |
| 4R      | uitgeschakeld in de vierde ronde |
| KF      | uitgeschakeld in de kwartfinale  |
| HF      | uitgeschakeld in de halve finale |
| F       | de finale verloren               |
| W       | het toernooi gewonnen            |
| w-v     | winst/verlies-balans             |

### Vrouwendubbelspel
| Toernooi        | 2013 |
| --------------- | ---- |
| Australian Open | –    |
| Roland Garros   | –    |
| Wimbledon       | 1R   |
| US Open         | –    |